# Botanophila platysurstyla
Botanophila platysurstyla är en tvåvingeart som beskrevs av Xue och Song 2007. Botanophila platysurstyla ingår i släktet Botanophila och familjen blomsterflugor. Inga underarter finns listade i Catalogue of Life.